# اتاق (رمان)
اتاق نام یک رمان به زبان انگلیسی است که در سال ۲۰۱۰ توسط یک نویسنده ایرلندی-کانادایی به نام اما داناهیو نوشته شده است. داستان از منظر یک پسر پنج ساله، جک، است که چندین سال در یک اتاق کوچک همراه با مادر خود اسیر شده است. داناهیو این داستان را با تاثیرپذیری از ماجرای پسر پنج ساله به نام فیلیکس در پرونده فریتزل نوشت… پرونده فریتزل دربارهٔ مرد اتریشی است که دخترش را به مدت ۲۴ سال در یک اتاق حبس کرد و از او صاحب هفت فرزند شد. فیلیکس نام کوچکترین فرزند اوست که در زمان فاش شدن راز سیاه فریتس تنها پنج سال داشت.

## ترجمه‌های فارسی
- اتاق، علی قانع، تهران: نشر آموت، پاییز ۱۳۹۰
- اتاق، محمد جوادی، (ویراستار:) اعظم کیان‌افزار، تهران: نشر افراز، پاییز ۱۳۹۰، چاپ هفتم 1397
- اتاق، علی منصوری، تهران: نشر روزگار، پاییز ۱۳۹۲
- اتاق، حکیمه مردانی، تهران: امیرکبیر، ۱۳۹۳
- اتاق، محسن خادمی، [تهران] : انتشارات داریوش، ۱۳۹۶

## فیلم اقتباسی
- اما داناهیو حق فروش کتابش را در سال ۲۰۱۴ فروخت و خودش هم شروع به نوشتن فیلمنامه اقتباسی کرد. لنی آبراهمسون برای کارگردانی انتخاب شد. اتاق تبدیل به یکی از فیلمهای مهم تاریخ سینما شد و توانست برنده جوایز ارزشمندی همچون اسکار و گلدن گلوب شود.